# Angelitos negros (pel·lícula de 1948)
Angelitos negros és una pel·lícula de drama mexicana de 1948, escrita i dirigida per Joselito Rodríguez, i protagonitzada per Pedro Infante, Emilia Guiú, Rita Montaner, Titina Romay i Chela Castro. Aquesta pel·lícula està inspirada en el poema Angelitos negros del poeta veneçolà, Andrés Eloy Blanco, ja que Rodríguez va realitzar una segona versió el 1970.

## Argument
José Carlos Ruiz (Pedro Infante) és un cantant de música popular que de manera casual coneix a una bella i desdenyosa rossa de la qual queda corprès des del primer moment. Poc després descobreix que la seva estimada es diu Ana Luisa de la Riva Salazar (Emília Guiú) i és subdirectora d'una escola per a nenes. José Carlos comença a cortejar-la amb èxit i en poc temps es comprometen en matrimoni. És fins a aquest moment que José Carlos comença a adonar-se que la seva futura dona té prejudici cap a la gent de color, pel fet que no accepta que l'actuï al costat d'artistes mulats. La mateixa Ana Luisa té una nana anomenada Mercé (Rita Montaner) que l'ha cuidat tota la vida i que és una dona de color, a la qual està acostumada però evidentment menysprea. José Carlos tracta de resoldre de la millor manera els conflictes que l'actitud racista de la seva dona provoca cap al si familiar fins que aquesta dona a llum la seva primera filla que resulta ser mulata.
Belén (Titina Romay) sofreix molt perquè la seva mamà no la vol per ser negra i arriba a pintar-se la cara de blanc perquè la seva mamà l'accepti. Ana Luisa culpa a la família de José Carlos per tenir ascendència mulata en la seva família i provocar la seva vergonya, però José Carlos sap la veritat per part del Pare Francisco (Nicolás Rodríguez) i aquesta és que la veritable mare d'Ana Luisa és la nana Mercé que en la seva joventut va tenir un enamoriscament amb el seu patró, el senyor de la Riva i en benefici que la seva filla heretés una posició acomodada, va renunciar a reconèixer la seva maternitat i mantenir-se prop d'ella servint-la en el paper de criada.
Nana Mercé cau malalta i José Carlos intenta portar a Isabel (Chela Castro), una companya artista perquè cuidi de la nena ja que la seva mare no li fa el menor cas i és quan la tragèdia sobrevé perquè Ana Luisa, en creure que el seu marit vol ficar al seu amant a la seva casa, reacciona violentament llançant accidentalment a Mercé per les escales. És en aquest moment quan a Ana Luisa li és revelada la veritat i haurà d'anar a demanar-li perdó a la seva mare en el seu llit de mort.

## Repartiment
| Personatge                   | Actor             |
| José Carlos Ruíz             | Pedro Infante     |
| Ana Luisa de la Riva Salazar | Emilia Guiú       |
| Nana Mercé Salazar           | Rita Montaner     |
| Belén                        | Titina Romay      |
| Sacerdot                     | Nicolás Rodríguez |

## Readaptacions
- El director Joselito Rodríguez va fer un remake de la cinta mateix nom en 1970, amb molt pocs canvis en el guió. El paper de la nana Mercé ho va fer aquesta vegada l'actriu estatunidenca Juanita Moore. Els papers protagonistes aquesta vegada van estar a càrrec de Manuel López Ochoa i Martha Rangel. Titina Romay torna a aparèixer en la història però aquesta vegada protagonitzant a Isabel.
- La història també va ser portada en 1970 a la televisió per Televisa en format de telenovel·la titulada, també del mateix nom, amb Silvia Derbez com Mercé, Alicia Rodríguez i novament Manuel López Ochoa en els rols protagonistes, sota la producció de Valentín Pimstein.
- En 1997, Televisa va realitzar una adaptació lliure en telenovel·la titulada El alma no tiene color. Va ser protagonitzada per Celia Cruz, Laura Flores i Arturo Peniche i produïda per Juan Osorio Ortiz.